# Ражевская волость
Ражевская волость —  волость в  Ишимском уезде Тобольской губернии. Волостной центр — село Ражевское (ныне Ражево). Территория волости занимает ныне в Голышмановском городском округе Тюменской области России.

## История
отделена от Тоболовской с 01.01.1888г

## Состав
По данным на 1912 год, в её состав входили:
Деревня Большая Горбунова (Песьяная), Большие Чирки (Больше-Чирковское, Кишкина), Горбуновское, село Земляновское, Козловка(Козловское), Куликовка, Лапушенское (Лупушная), Лапушная, Малая Горбунова, Малая Емецкая, Мелкозеровское (Мелкозерова), село Ражевское, Средне-Чирковское, Турлаковское (Турлакова), Усольцевское (Усольцева, Багрова), Усть-Мало-Чирковское (Усть-Мало-Чиркова, Казакова).